# Paolo Orsi
Paolo Orsi, född den 18 oktober 1859 i Rovereto i Sydtyrolen, död där den 8 november 1935, var en italiensk arkeolog.
Orsi var professor i arkeologi i Catania och direktör för arkeologiska museet i Syrakusa. Han verkställde flera givande utgrävningar såväl i Sicilien som i Kalabrien, varöver han författade redogörelser och monografier som Quattro anni di esplorazione sicule (1895) och Appunti di protostoria e storia Locrese (1910).